# Carl Geist
Carl Friedrich Wilhelm Geist (* 9. Dezember 1870 in Reichelsheim (Odenwald); † 29. November 1931 in Bad Wimpfen) war ein deutscher impressionistischer Maler.

## Leben
Carl Geist wurde in Reichelsheim als Sohn des Kreisveterinärarztes geboren, 1871 zog die Familie nach Grünberg. Er besuchte das Gymnasium in Laubach und studierte ab 1888 an der Akademie Karlsruhe bei Ferdinand Keller, mit einem Stipendium des Großherzoglichen Innenministeriums in Darmstadt unterbrach er seine Studien in Karlsruhe und unternahm Studienaufenthalte in München, Wien und Italien. 1900 stellte er im Münchener Glaspalast aus. Bis 1905 war er noch in Karlsruhe eingeschrieben, setzte seine Studien jedoch seit 1898 an der Akademie Stuttgart bei Robert von Haug fort. Ab 1903 wohnte er in Darmstadt und ab 1905 in Grünberg. Er reiste häufig nach Frankfurt, Darmstadt und Kassel, um Auftraggeber zu besuchen oder in dem Umland zu skizzieren. Ab 1915 wohnte er in Wimpfen.
Nach ihm ist die Carl-Geist-Straße in Grünberg benannt.

## Werk
Carl Geist hat etwa 300 Werke hinterlassen, davon 70 Gemälde und 25 Porträts.
Der Erste Weltkrieg erschütterte ihn schwer. Malerfreunde wie August Macke und Franz Marc waren gefallen und das Interesse an Malerei war nach dem Krieg allgemein zurückgegangen. Seit der Jahrhundertwende hatte er sich der akademischen Malerei abgewandt und bevorzugte eine impressionistische pastellfarbene Malerei. Im Zuge seiner Trauer kehrte er zu einer sehr düsteren akademischen Malerei zurück.

### Werke (Auswahl)

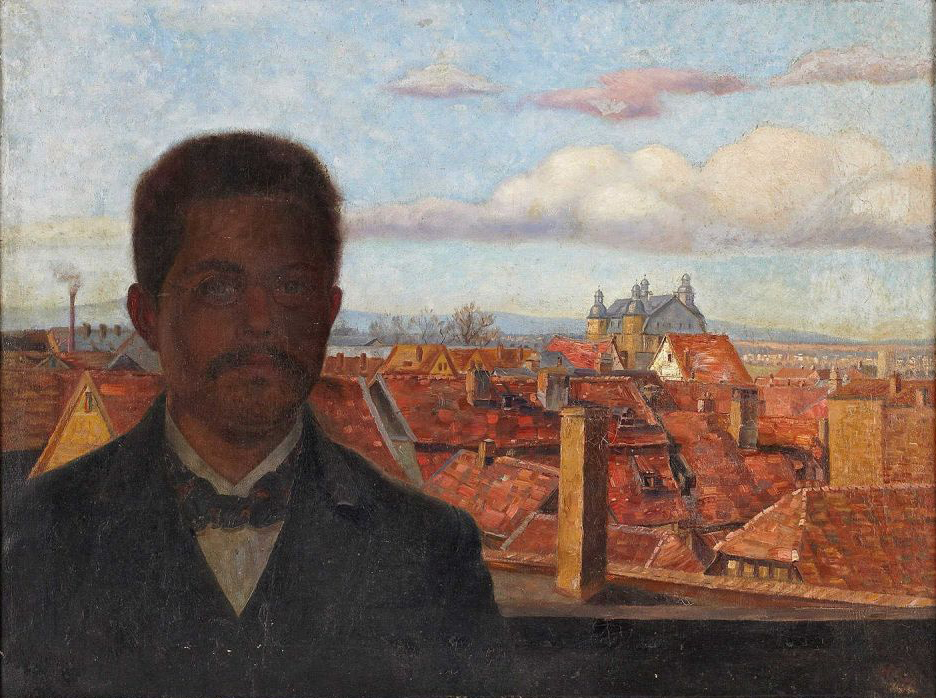
„Selbst vor Offenbach-Vedute“ (Selbstporträt), 1906

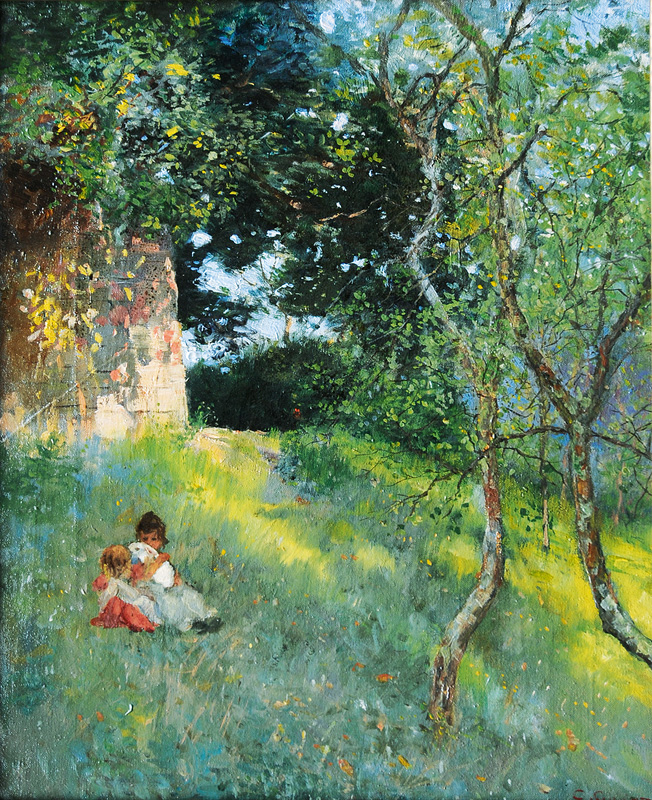
Kinder mit Kaninchen im Garten

- Writing a letter, Öl auf Leinwand, 96 × 65 cm, 1896
- Beim Lampenschein, 1892 (heute im Museum des Gießener Kunstvereins)
- Ein Schäfer blickt von einer Anhöhe auf seine Herde, 1901
- „Selbst vor Offenbach-Vedute“, Öl auf Leinwand, 62 × 82, 1906
- Bäume am Fluss, Aquarell/Gouache (Mischtechnik), 31 × 24  1910
- Bei der Toilette, 1910
- Shoeing a horse, 1912
- Obere Turmgasse mit dem Bürgermeister-Elsässer-Haus in Bad Wimpfen, 1913
- Kinder mit Kaninchen im Garten  (Hirschhorn a. Neckar), Öl auf Leinwand, 50 × 40 cm
- Ungarische Kneipenszene, Öl auf Leinwand, 61 cm × 60 cm, 1917
- Sandgrube bei Wien, Öl auf Leinwand, 42 × 48 cm
- Odenwaldlandschaft, 1921
- Romantischer Häuserwinkel, 1922
- Blick auf Bad Wimpfen mit der Stadtkirche und dem Blauen Turm
- Ex Libris Fritz Hoftmeister, Buchdruck,  11,5 × 5,1 cm